# Hysén
Hysén är en svenskt efternamn, som burits av en familj med flera kända fotbollsspelare. Enligt offentlig statistik tillgänglig i november 2018 var 58 personer med efternamnet Hysén bosatta i Sverige. Namnet är taget från Hyssna socken.[källa behövs]

## Medlemmar av fotbollsfamiljen Hysén
- Erik Hysén (1906–1988)
- Carl Hysén (1911–1992), bror till Erik
- Kurt Hysén (1934-2024),  son till Erik
- Glenn Hysén (född 1959), son till Kurt
- Tobias Hysén (född 1982), son till Glenn
- Alexander Hysén (född 1987), son till Glenn
- Anton Hysén (född 1990), son till Glenn